# Автошлях О 020205
Автошля́х О 020205 — автомобільний шлях довжиною 25.9 км, обласна дорога місцевого значення в Вінницькій області. Пролягає по Гайсинському району від села Джулинка до села Серебрія.